# Path of Independence
『Path of Independence』（パス・オブ・インディペンデンス）は、2008年12月3日にドリーミュージックよりリリースされた平原綾香の6枚目アルバム。

## 解説
- オリジナルアルバムとしては前作『そら』以来、約2年ぶりとなる。
- オリコンチャートにおける初登場の順位は10位であったが、同年12月29日付けは8位を記録し。第59回NHK紅白歌合戦で「ノクターン」を歌唱したことにより、2009年1月12日付け（合算週）は7位を記録し、同年1月19日付けは6位を記録した。
- 本作に収録されている楽曲のほとんどがシングル曲で構成されており、純粋なアルバム曲は3曲のみとなる。

## 収録曲
1. Path of Independence 
  - 作詞・作曲：aika ,Nicolas Farmakalidis 編曲：Nicolas Farmakalidi ストリングスアレンジ：藤井理央
2. ノクターン
作詞：史香 作曲：Frédéric François Chopin,椎名邦仁  編曲：椎名邦仁
17thシングル
フジテレビ系ドラマ「風のガーデン」主題歌
3. 星つむぎの歌
作詞：星つむぎの詩人たち、覚和歌子 作曲：財津和夫 編曲：財津和夫、清水俊也
14thシングル
岩手めんこいテレビ「Break Point!」エンディングテーマ
4. 孤独の向こう
作詞・作曲：川江美奈子 編曲：藤井理央
15thシングル
NHKドラマ「トップセールス」主題歌
5. 空に涙を返したら
作詞：吉元由美 作曲：財津和夫 編曲：西川進
16thシングル
6. さよなら 私の夏
作詞：吉元由美 作曲・編曲：西川進 ストリングス＆ブラスアレンジ：十川ともじ
16thシングル
7. 今・ここ・私
作詞：覚和歌子 作曲：財津和夫 編曲：財津和夫、清水俊也
14thシングルのカップリング
フジテレビ系「モタスポS」エンディングテーマ
ヒューマラボ「CORELEM L」CMソング
8. 朱音 あかね
作詞・作曲：谷村新司 編曲：藤井理央
後に2009年2月25日に18thシングルとしてリカットされた。
NHK「にっぽん巡礼～心に響く100の場所～」テーマソング
9. 天使の梯子
作詞：吉元由美 作曲：財津和夫 編曲：西川進 ストリングスアレンジ：藤井理央
JAバンク大阪CMソング
10. 一番星
作詞・作曲・編曲：平原綾香 ストリングスアレンジ：藤井理央
15thシングルのカップリング
フジテレビ系「モタスポS」テーマソング
11. 今、風の中で
作詞：平原綾香 作曲：久石譲 編曲：島健
13thシングル
東宝配給映画「マリと子犬の物語」主題歌
12. 雨のささやき
作詞：平原綾香 作曲・編曲：宮川彬良
日本テレビ系「女たちの中国」テーマソング
13. カンパニュラの恋 ～Acoustic Version～
作詞：平原綾香 作曲：Frédéric François Chopin,椎名邦仁  編曲：椎名邦仁
17thシングルのアコースティックアレンジ
フジテレビ系ドラマ「風のガーデン」劇中歌（M-13）
14. To be free
作詞：松井五郎 作曲：藤井宏一 編曲：島健
13thシングルのカップリング
TBS系「日米対抗フィギュア2007」テーマソング